# كندة علوش
كندة علوش (27 مارس 1982 -)، ممثلة سورية.

## حياتها الشخصية
ولدت كندة علوش في 27 مارس 1982 بمدينة حماة السورية لأب يعمل طبيب وأم مهندسة درست الأدب الفرنسي بالجامعة قبل أن تنتقل لدراسة النقد المسرحي وتخرجت في المعهد العالي للفنون المسرحية بدمشق، تزوجت من الممثل المصري عمرو يوسف، وعقد الزفاف في يناير 2017، وفي الثاني من نوفمبر 2018 رزقت بابنتها الأولى حياة

## مسيرتها المهنية
بدأت مسيرتها الفنية كمساعدة مخرج في المسرح ثم في السينما من خلال فيلمي المهد للمخرج الهولندي هافال أمين، وحفلة صيد للمخرج السوري نبيل المالح. كما أخرجت الفيلم الوثائقي في مهب الريح الذي يتحدث عن معاناة العمال السوريين في لبنان، وأعدت وساعدت في إخراج السلسلة الوثائقية إغراء تتكلم التي تتحدث عن النجمة السورية إغراء.
وانطلقت في التمثيل بالدراما التلفزيونية السورية في 2005 بأعمال حققت نجاحاً كبيراً، من بينها أشواك ناعمة، شغف، الظاهر بيبرس، وفي 2006 شاركت في مسلسلي أحقاد خفية وحسيبة، وفي العام التالي شاركت في بطولة فجر آخر، سلطانة، ظل امرأة، حكم العدالة، جنون العصر، يوم ممطر آخر، والاجتياح وهو مسلسل يتناول أزمة اجتياح الجيش الإسرائيلي للقرى والمدن الفلسطينية في 2002، من إخراج شوقي الماجري، وفاز بجائزة إيمي التليفزيونية العالمية، وهو العمل العربي الوحيد الذي حقق هذا الإنجاز.
وفي نفس العام طرقت كندة أبواب السينما من خلال فيلم حادثة على الطريق إخراج السورية رشا شربتجي، وبعدها في عام 2008 شاركت في بطولة فيلمي حلاوة الروح للمخرجة السورية ليلى عوض، والتجلي الأخير لغيلان الدمشقي للمخرج السوري هيثم حقي، وفي 2013 شاركت في بطولة فيلم الغرباء للمخرج عباس رافعي.
أخذت موهبة كندة في التطور والنضج ما جذب إليها عددًا كبيرًا من العاملين بصناعة السينما والدراما التلفزيونية في جميع أنحاء العالم العربي، إذ شاركت في 2009 في بطولة مسلسل هدوء نسبي الذي يضم مجموعة كبيرة من النجوم العرب ومن إخراج الراحل التونسي شوقي الماجري، وفي نفس العام ظهرت لأول مرة بعمل مصري من خلال فيلم ولاد العم للمخرج شريف عرفة، ثم قامت ببطولة مسلسل أهل كايرو (2010) الذي نالت عنه جائزة موريكس الذهبية كأفضل ممثلة. بينما استمر تواجدها في الدراما السورية من خلال العشق الحرام (2011) وولادة من الخاصرة على جزئين.
بعد 2012 استقرت كندة في مصر لتشمل قائمة أعمالها الطويلة العديد من المسلسلات والأفلام البارزة، ففي مجال الدراما التلفزيونية، شاركت في بطولة مسلسلي نيران صديقة، الذي نالت عنه جائزة التميز بأوسكار ART (2013)، والعهد – الكلام المباح (2015)، وهما من إخراج خالد مرعي، وبينهما عد تنازلي (2014)، ثم أفراح القبة (2016) من إخراج محمد ياسين، ومسلسلي حجر جهنم وأهل الغرام (2017).
وقدمت كندة أدواراً في أفلام حققت نجاحاً في شباك التذاكر مثل المصلحة (2012) مع المخرجة ساندرا نشأت، هيبتا - المحاضرة الأخيرة (2016) صاحب أعلى إيرادات لفيلم رومانسي في تاريخ السينما المصرية، وأفلام أخرى سجلت حضوراً بمهرجانات السينما الدولية، فقدمت دور فتاة مسيحية تخوض حباً مستحيلاً في واحد صحيح (2011) للمخرج هادي الباجوري، الكوميديا الاجتماعية عن الفوارق الدينية لا مؤاخذة (2014) مع عمرو سلامة، وفيلم الفانتازيا الأصليين (2017) مع مروان حامد. إضافة لأفلام أخرى مهمة مثل برتيتا والفاجومي (2011)، و33 يوم (2013).
أحدث أعمال كندة قيامها ببطولة مسلسل ضي القمر (2020) الذي يتألف من عشر حلقات، وتعد قصته واحدة من 6 قصص يتضمنها مسلسل إلا أنا. كما تشارك في بطولة فيلم بلالين من إخراج معتز التوني.

## أعمالها

### المسلسلات
| - أشواك ناعمة (2005) - نزار قباني (2005) - أحقاد خفية (2005) - الظاهر بيبرس (2005) - حسيبة (2006) - ظل امرأة (2007) - سلطانة (2007) - فجر آخر (2007) - الاجتياح (2007) - حكم العدالة (2007) - جنون العصر (2007) - رائحة المطر (2008) - يوم ممطر آخر (2008) - بقعة ضوء 6 (2008) | - هيك تجوزنا (2008) - خبر عاجل (2008) - صراع المال (2009) - سحابة صيف (2009) - هدوء نسبي (2009) - على قيد الحياة (2009) - مطلوب رجال (2010) - حارة الياقوت (2010) - أهل كايرو (2010) - الحبيب الأولي (2010) - العشق الحرام (2011) - ولادة من الخاصرة (2011) - على كف عفريت (2012) - البلطجي (2012) - بنات العيلة (2012) | - الخفافيش (2012) - الولادة من الخاصرة 2: ساعات الجمر (2012) - نيران صديقة (2013) - سنعود بعد قليل (2013) - السبع وصايا (2014) - عد تنازلي (2014) - دلع بنات (2014) - إستيفا (2015) - العهد (2015) - أفراح القبة (2016) - حجر جهنم (2017) - واكلينها والعة (2017) - توم وشيري (2017) - أهل الغرام 3 (2017) - إلا أنا (2020) - ستات بيت المعادي (2021) - إخواتي (2025) |

### الأفلام
- شغف (2007)
- حادثة على الطريق (2007)
- التجلي الأخير لغيلان الدمشقي (2008)
- حلاوة الروح (2008)
- يوم صدور الحكم (2008)
- ولاد العم (2008)
- مرة أخرى (2009)
- واحد صحيح (2011)
- الفاجومي (2011)
- برتيتا (2011)
- المصلحة (2012)
- 33 يوم (فيلم لبناني سوري) (2012)
- سما الجنوب (2014)
- لا مؤاخذة (2014)
- بتوقيت القاهرة (2015)
- هيبتا (2016)
- الأصليين (2017)
- بلالين[16] (2021)

### كمساعد مخرج
- عشاء عيد ميلاد طويل (مسرحية)
- حفلة صيد (فيلم)
- المهد (فيلم)

### نشاطاتها
- أخرجت الفيلم الوثائقي (في مهب الريح) الذي يتكلم عن العمال السوريين في لبنان.[17]
- ساهمت في إعداد وإخراج السلسلة الوثائقية (إغراء تتكلم) عن سيرة النجمة السورية إغراء[17]
- شاركت في تأسيس شركة استديو دمشق والذي يهدف إلى إنتاج أفلام وثائقية ودرامية وتقديم الدعم للفنانين الشباب.
- عضو لجنة تحكيم مهرجان القاهرة السينمائي الدولي 2012[18]
- عضو لجنة تحكيم مهرجان تروب فيست آرابيا للأفلام القصيرة 2012[19]
- عضو لجنة تحكيم مهرجان إسكندرية السينمائي لدول البحر المتوسط 2013[20]
- عضو لجنة تحكيم مهرجان القاهرة السينمائي الدولي 2017[21]
- عضو لجنة تحكيم مسابقة أفلام الحرية في مهرجان الأقصر للسينما الأفريقية 2018[22]
- سفيرة مشروع حماية وتحسين صحة الفتيات أحد مشاريع حملة «أنتِ الأهم» 2018[23]
- عضو لجنة تحكيم مسابقة الأفلام القصيرة في مهرجان الجونة السينمائي 2020[24]
- دعمت اللاجئين من خلال برنامج مش مجرد أكلة المنتج من قبل مفوضية الأمم المتحدة لشؤون اللاجئين 2020[25]
- ضمن قائمة «داعمون رفيعو المستوى» High Profile Supporters من قبل المفوضية العليا للأمم المتحدة لشئون اللاجئين[26]

## وصلات خارجية
- كندة علوش على موقع IMDb (الإنجليزية)
- كندة علوش على موقع قاعدة بيانات الأفلام العربية
- كندة علوش على موقع قاعدة بيانات الفيلم (الإنجليزية)